# برایانا وستبروک
برایانا وستبروک (به انگلیسی: Brianna Westbrook) (زاده ۲۴ نوامبر ۱۹۸۴) کنشگر اجتماعی و سیاستمدار آمریکایی است. او عضو حزب دموکرات است.
او یک زن ترنس است.